# 王軍志
王 軍志（おう ぐんし、1955年9月 - ）は、中華人民共和国の生物製品検定専門家。中国工程院院士。国家薬品監督管理局中国食品薬品検定研究院学術委員会主任委員。

## 経歴
1955年9月、甘粛省蘭州市で生まれる。1982年蘭州大学にて医学の研究で修士の学位取得。1985年同大学にて医学博士の学位取得。1988年三重大学にて博士（医学）号を取得。1995年、国家食品薬品監督管理総局に入局。2010年11月に中国食品薬品検定研究院副院長、中国薬品検査総所副所長、研究員を担当した。

## 栄典
- 2019年11月22日、中国工程院院士[3]。